# Robert Curbeam
Robert Lee Curbeam, Jr. est un astronaute américain né le 5 mars 1962.

## Vols réalisés
- STS-85, lancée le 7 août 1997 (12 jours)
- STS-98, lancée le 7 février 2001 (12 jours et 21 heures) : livraison du module Destiny de la Station spatiale internationale. Curbeam réalise 3 sorties extravéhiculaires (EVA) d'une durée totale de plus de 19 heures.
- STS-116, lancée le 9 décembre 2006 (13 jours) : assemblage de la Station spatiale internationale par la livraison d'un nouveau segment de la poutre principale. Curbeam devint le premier spationaute à réaliser 4 sorties extravéhiculaires en une seule mission, en réalisant en plus des 3 sorties initialement programmées une sortie supplémentaire pour replier un panneau solaire récalcitrant.

## Honneur
L'astéroïde (103737) Curbeam a été nommé en son honneur le 27 janvier 2021, dans la Minor Planet Circular no 128944.